# Gregg Herken

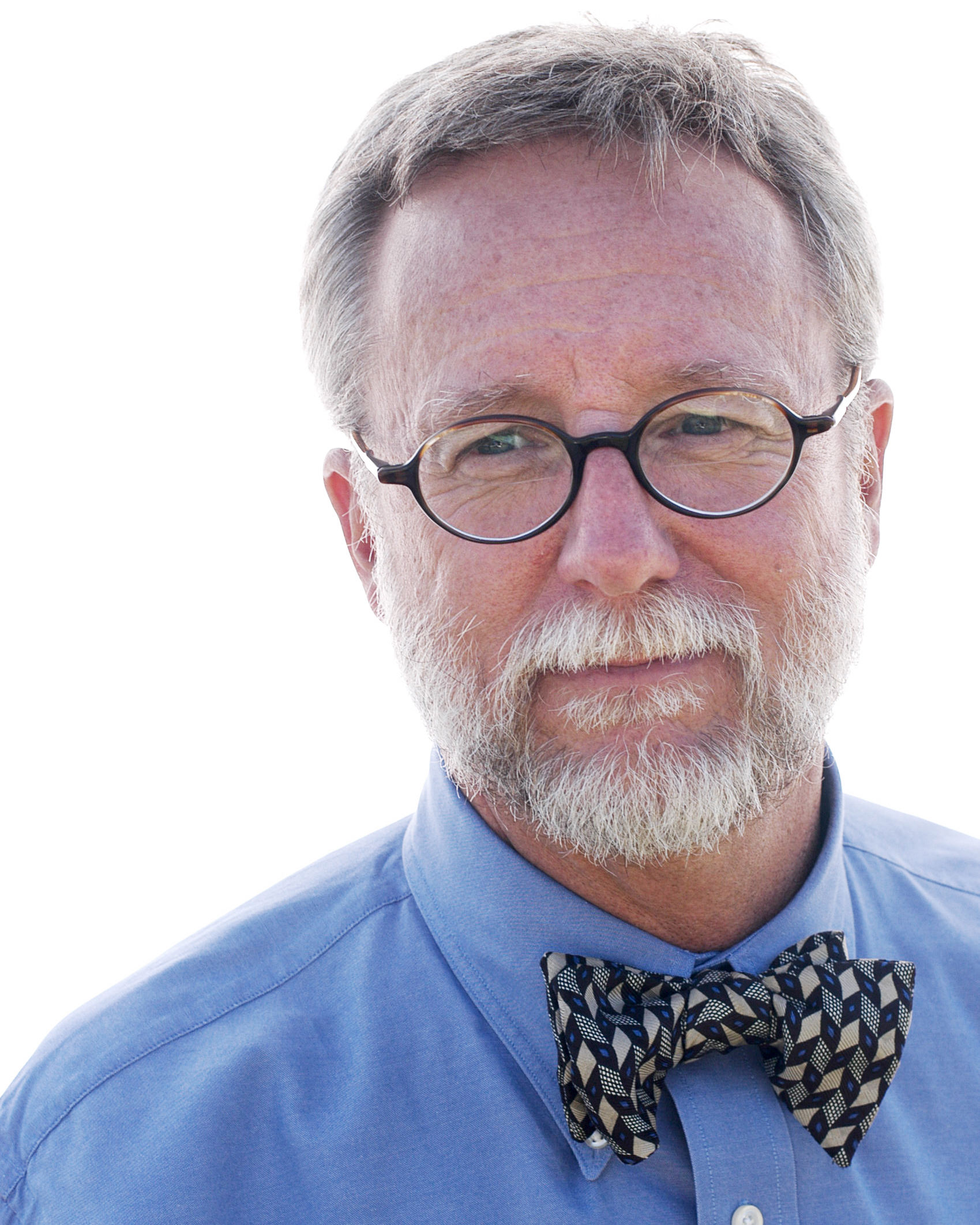
Gregg Herken, 2004

Gregg Herken (* 23. Mai 1947 in Richmond (Kalifornien)) ist ein US-amerikanischer Historiker. Er befasste sich besonders mit der Geschichte der Atombombe im Kalten Krieg.
Herken studierte Geschichte an der University of California, Santa Cruz, mit dem Bachelor-Abschluss 1969 (in Geschichte und Politikwissenschaft), war 1973/74 Assistent am Institute for International Studies in Berkeley, erwarb 1971 seinen M.A. Abschluss an der Princeton University, an der er 1974 über amerikanische Diplomatiegeschichte promovierte. 1974/75 war er Lecturer an der University of California, Santa Cruz, und 1975 bis 1977 an der California State University in San Luis Obispo. Er lehrte 1978 als Assistant Professor am Oberlin College, war 1978 bis 1985 Associate Professor für US-amerikanische Geschichte an der Yale University und war bis zur Emeritierung Professor an der University of California, Merced.
1988 bis 2003 war er Historiker und Kurator am National Air and Space Museum des Smithsonian. 1988 bis 1996 stand er deren Space History Division vor. In dieser Zeit und unter seiner Leitung baute das Museum die Abteilung militärische Raumfahrt aus und erwarb Pershing II und SS 20 Raketen (für deren Erwerb er mehrmals nach Russland flog) und Spionagesatelliten (Grab und Corona).
Für sein Buch über die Rolle von Robert Oppenheimer, Ernest Orlando Lawrence und Edward Teller bei der Entwicklung von Nuklearwaffen während und nach dem Zweiten Weltkrieg erhielt er ein MacArthur Stipendium. Er arbeitete daran zehn Jahre und wertete zahlreiche neue Zeitzeugenberichte und Archive von Geheimdiensten (CIA, FBI, KGB) aus. Herken deckte unter anderem auf, dass Robert Oppenheimer 1938 bis 1942 mit Haakon Chevalier eine geschlossene Gruppe der Kommunistischen Partei in Kalifornien leitete. Er war nach Herken aber kein Sowjetagent.
In seinem Buch The Georgetown Set behandelt er die einflussreiche Rolle von drei miteinander befreundeten Männern, die sich in der Zeit des Kalten Krieges regelmäßig Sonntags zum Essen trafen und Informationen austauschten: der Besitzer der Washington Post Philip Graham, der CIA-Agent Frank Wisner (Leiter der Abteilung für geheime Operationen), und der Kolumnist Joseph Alsop.
1994/95 beriet er das White House Advisory Committee in Fragen von Strahlungsexperimenten an Menschen.

## Schriften
- The Winning Weapon: The Atomic Bomb in the Cold War, Knopf 1981, Princeton UP 1988
- Counsels of War, Knopf 1985, Oxford UP 1986
- Cardinal Choices: Presidential Science Advising from the Atomic Bomb to SDI, Oxford UP 1992, Stanford 1999
- Brotherhood of the Bomb: The Tangled Lives and Loyalties of Robert Oppenheimer, Ernest Lawrence, and Edward Teller, Henry Holt and Co. 2002[2]
- The Georgetown Set: Friends and rivals in cold war Washington, Knopf 2014